# Ryan Lane

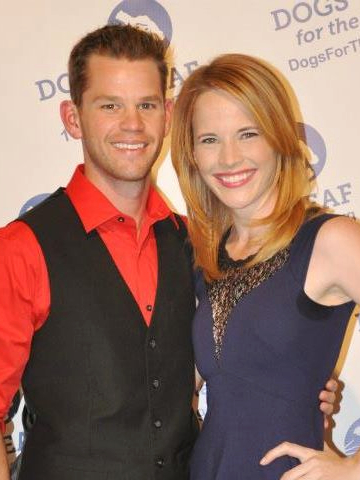
Ryan Lane mit Katie Leclerc beim Dogs for the Deaf benefit im April 2013.

Ryan Thomas Lane (* 23. November 1987 in Fullerton, Kalifornien) ist ein US-amerikanischer Schauspieler.

## Leben und Karriere
Ryan Lane wurde als jüngstes von drei Kindern des Ehepaars Jill und William Lane in Fullerton geboren. Er hat zwei ältere Schwestern. Bereits seit seiner Geburt ist er gehörlos. Seine Eltern ließen sich scheiden, als Lane acht Jahre alt war. Er schloss 2007 die California School for the Deaf ab.
Seine erste Rolle hatte Ryan Lane 2007 in der Kurzdokumentation I See The Crowd Roar: The Story of William Dummy Hoy als William Hoy. Es folgten Gastauftritte in den Serien Cold Case – Kein Opfer ist je vergessen, Dr. House und Miami Medical. Seit Anfang 2012 hat Lane eine Nebenrolle in der Serie Switched at Birth inne. Dort verkörpert er den gehörlosen Travis. Des Weiteren war er 2014 im Film Veronica Mars zu sehen.

## Filmografie (Auswahl)
- 2007: I See The Crowd Roar: The Story of William Dummy Hoy
- 2008: Cold Case – Kein Opfer ist je vergessen (Cold Case, Fernsehserie, Folge 5x14)
- 2009: Dr. House (House, Fernsehserie, Folge 5x22)
- 2010: Miami Medical (Fernsehserie, Folge 1x04)
- seit 2012: Switched at Birth (Fernsehserie)
- 2014: Veronica Mars
- 2016: iZombie (Fernsehserie, Folge 2x10)